# Księga Psalmów w przekładzie Stanisława Wójcika
Księga Psalmów w przekładzie Stanisława Wójcika – pierwszy wydany w Polsce przekład Księgi Psalmów z łacińskiego psałterza Psalterium Pianum Piusa XII. Kolejne wydania ukazywały się w latach 1947–1983.

## Historia powstania
Autorem był o. Stanisław Wójcik CSsR. Prace nad przekładem psałterza rozpoczął po wybuchu II wojny światowej. Wójcik postawił sobie za cel przekład prosty, jasny i zrozumiały. Podstawą przekładu była łacińska Wulgata z szerokim uwzględnieniem tekstu masoreckiego. Gdy w 1945 przekład został ukończony i autor ubiegał się o imprimatur, w Rzymie ukazał się nowy psałterz łaciński, zwany od Piusa XII, który zlecił jego utworzenie, psałterzem Piusowym albo Psalterium Pianum. Wójcik zdecydował się dostosować swój przekład, choć jak twierdził we wstępie do pierwszego wydania, nie zrobił tego w sposób niewolniczy i raczej oddawał myśl oryginału hebrajskiego niż literę łacińskiego przekładu. Zatrzymał też część hebraizmów, które zawierała Wulgata, a których nie miał psałterz Piusowy. Pierwsze wydanie ukazało się w 1947. Przekład zawierał również pieśni i kantyki ze Starego i Nowego Testamentu zawarte w brewiarzu rzymskim.
Przy wydaniu drugim (1959) Wójcik zmodyfikował swoją zasadę oddawania myśli oryginału – i było już ono dokładnym tłumaczeniem psałterza Piusowego. Wydanie trzecie (1968) ukazało się w Anglii na prośbę księży marianów z Brighton i służyło głównie Polonii. Wydanie czwarte i ostatnie opublikowane zostało w 1983. Podstawą dla trzeciego i czwartego wydania był tekst wydania drugiego, z licznymi poprawkami uwzględniającymi wyniki nowych badań naukowych. Wydania te zawierały również kantyki biblijne, które zostały wprowadzone w Kościele katolickim wraz z nową liturgią godzin.

## Wydania
1. 1947, Wrocław
2. 1959, Sandomierz
3. 1968, Brighton
4. 1983, Warszawa

## Odbiór przekładu
Stanisław Styś ocenił przekład Wójcika jako piękny i niepozbawiony polotu. Krytykował pierwsze wydanie za odstępstwa  nie tylko od Psałterza Piusowego, lecz od tekstu biblijnego w ogóle.
Marek Piela, analizując język psalmów w przekładzie Czesława Miłosza porównał je z kilkoma starszymi przekładami, w tym z Księgą Psalmów Wójcika (wydanie I z 1947) oraz Biblią Tysiąclecia. Spośród nich przekład Wójcika jest często chwalony jako wierny znaczeniowo oryginałowi hebrajskiemu, a jednocześnie udany stylistycznie i wielokrotnie lepszy od Miłosza. Według Pieli:
Przekład ten, przeważnie zrozumiały dzięki niedosłowności, jest też pełen poetyckiego piękna, które jest wynikiem po części świadomego wysiłku tłumacza, a po części pewnej archaiczności języka.